# Полития (журнал)
«Полити́я: Анализ. Хроника. Прогноз» («Полити́я») — российский ежеквартальный научный журнал в области политической теории, политической философии и социологии политики. Выходит четыре раза в год на русском языке, статьи иностранных авторов публикуются на английском языке. Также издаются специальные тематические номера.
Учредители — ИНИОН РАН и автономная некоммерческая организация "Журнал политической философии и социологии политики «Полития: Анализ. Хроника. Прогноз».
Главный редактор — Святослав Каспэ, д.полит. н.
Председатель редакционного совета — Сергей Хенкин, д.и.н.

## История
Журнал основан в 1996 г. Алексеем Салминым. Первоначально назывался Вестник Фонда «Российский общественно-политический центр», свое нынешнее имя получил в 1997 г.. До 2010 г. издателем журнала являлся Фонд «Российский общественно-политический центр», с 2010 г. эта роль перешла к автономной некоммерческой организации «Полития».
C 2005 г. журнал присуждает молодым исследователям в области политической науки премию, носящую имя основателя журнала Алексея Салмина.
Включен в Список научных журналов ВАК Минобрнауки России, РИНЦ и международный индекс научного цитирования Web of Science.
На страницах «Политии» представлены результаты исследований ведущих российских и зарубежных ученых в области политической науки, таких как Владимир Гельман, Михаил Ильин, Оксана Гаман-Голутвина, Андрей Мельвиль, Ростислав Туровский, Наталья Зубаревич, Виктор Сергеев, Ольга Малинова, Юрий Коргунюк и другие.
Наряду с «Полисом» и «Политической наукой» входит в тройку наиболее известных российских политологических журналов. Входит в рейтинг ведущих российских журналов по политическим наукам, составленному ИНИОН РАН. Согласно экспертной оценке российских научных журналов по версии Национального исследовательского университета «Высшая школа экономики» относится к журналам категории «B». По мнению политолога Владимира Гельмана, является лучшим российским политологическим журналом.

## Политика журнала
Журнал следует общепринятым стандартам научной добросовестности и норм публикационной этики, публикует только оригинальные материалы и обеспечивает открытый доступ ко всем публикуемым статьям.

## Главные редакторы
- д.и.н. Алексей Салмин (1996—2005)
- д.полит. н. Сергей Михайлов (2006—2012, и. о.)
- д.филос.н Леонид Бляхер (2012—2016)
- д.полит. н. Святослав Каспэ (с 2016)